# 札幌市交通局100形電車
札幌市交通局100形電車（さっぽろしこうつうきょく100がたでんしゃ）は、1925年に登場した札幌市電の路面電車車両である。

## 概要
1925年（大正14年）から1926年（大正15年）にかけて札幌電気軌道株式会社が導入した木造4輪単車。101～109号の9両。
40形までの明かり窓のついたダブルルーフから明かり窓のないダブルルーフとなり、ガーランドベンチレータが取り付けられた。トロリーポールは前後2本となり、折り返し時の反転が不要となった。札幌市電ではこの車両までがハンドブレーキで、警鈴は足踏み式のフットゴングであった。
1927年（昭和2年)の市営化後、1952年（昭和27年）には当時在籍していた7両がトロリーポールからビューゲルに改造された。
1948年（昭和23年）から1954年（昭和29年）までに全車廃車となった。

## 主要諸元
- 全長：8,229mm
- 全幅：2,209mm
- 全高：3,454mm
- 自重：7.0t
- 定員：42人
- 出力・駆動方式：17.2kW×2・吊り掛け式
- 台車型式：ブリル21E